# Yeóryios Panayiotópoulos
Yeóryios Panayiotópoulos (Grecia, 12 de agosto de 1969) es un atleta griego retirado especializado en la prueba de 200 m, en la que consiguió ser medallista de bronce europeo en pista cubierta en 1994.

## Carrera deportiva
En el Campeonato Europeo de Atletismo en Pista Cubierta de 1994 ganó la medalla de bronce en los 200 metros, con un tiempo de 20.99 segundos, tras el francés Daniel Sangouma  (oro con 20.68 segundos) y el ucraniano Vladyslav Dolohodin.